# Buton

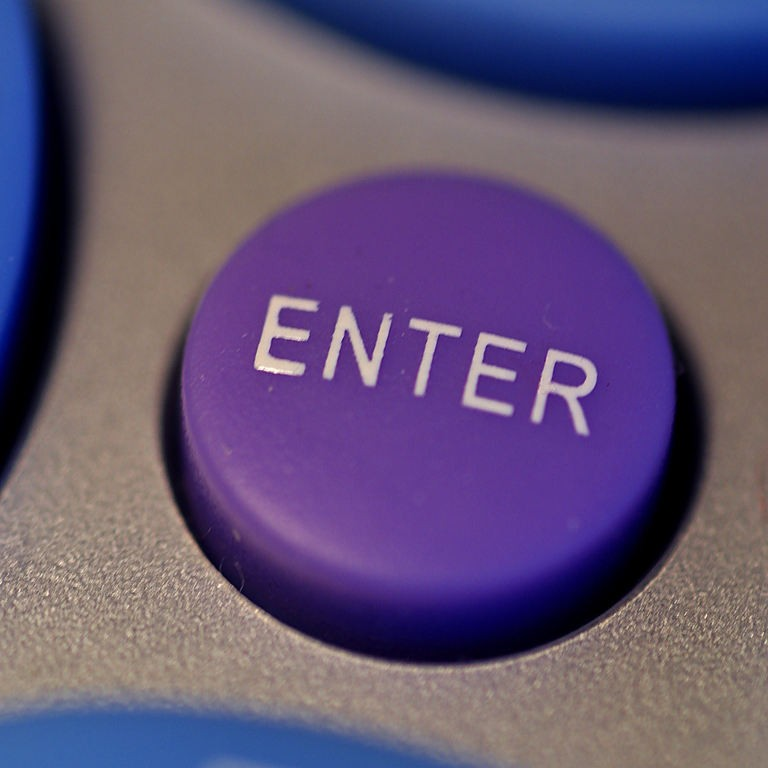
Buton de un aparat electronic.

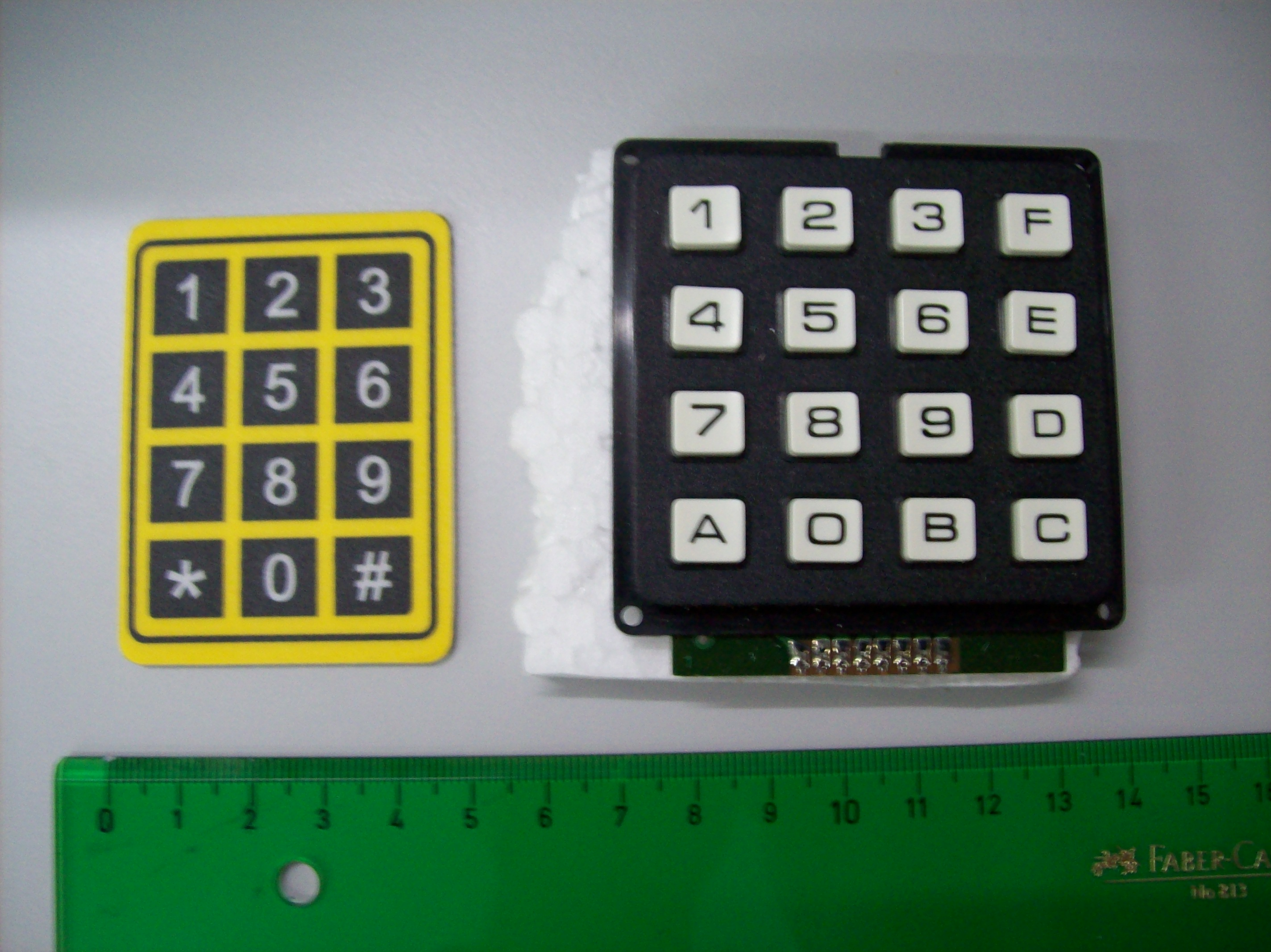
Botoane de diferite aparate electronice.

Butonul este un tip de comutator utilizat pentru controlul unor aparate sau numai a unor funcții ale acestora. Butoanele sunt de diferite forme și dimensiuni și se găsesc în tot felul de dispozitive, în principal, în echipamentele electrice și electronice.
Butoanele sunt în general activate atunci când sunt apăsate. Butoanele permit închiderea circuitului electric pe durata acționării lor. Când se încetează cu apăsarea butonului, acesta revine în poziția inițială.
Butoanele pot fi de tipul normal deschis - ND (în limba engleză Normally Open - NO) sau de tipul normal închis - NÎ (în limba engleză Normally Closed - NC).

## Descriere
Mecanismul acestuia constă din: 
butonul propriu-zis, acționat prin apăsare;
două sau mai multe terminale pentru conectarea în circuitul electric;
o lamelă sau o membrană dintr-un material bun conductor electric, care stabilește contactul între cele două terminale, la apăsarea butonului propriu-zis;
și, dacă lamela sau membrana nu sunt elastice, este nevoie și de un arc care va face ca lamela sau membrana să își recâștige poziția inițială, după ce butonul nu mai este acționat.

## Tipuri
Butoanele pot fi realizate în diverse variante, funcție de modul cum sunt acționate: 
(A) Butoane cu basculare.
(B) Butoane tip sonerie.
(C) Butoane cu indicatoare luminoase.
(D) Butoane circulare.
(E) Butoane miniatură.

## Funcționarea
Butonul unui dispozitiv electric funcționează de obicei ca un întrerupător electric, adică are în interior două contacte, între care se poate face sau desface un contact electric.
Dacă acesta este un dispozitiv ND (normal deschis), atunci în poziția normală (când nu este acționat), nu face contactul electric, deci îndeplinește funcția de a face contactul în circuit, doar la apăsarea acestuia.
Similar, dacă acesta este un dispozitiv NÎ (normal închis), atunci în poziția normală (când nu este acționat), se face contactul electric, deci îndeplinește funcția de a desface contactul în circuit la apăsarea acestuia.

## Utilizare
"Butonul" este folosit în calculatoare, telefoane, aparate și alte diverse dispozitive mecanice și electronice, fie acasă sau în spații publice.
În anumite aplicații industriale și comerciale, butoanele pot fi interconectate între ele printr-o legătură mecanică, în care actul de apăsare al unui buton, are ca efect faptul că celălalt buton nu mai poate fi apăsat. În acest fel, de exemplu, un buton de oprire poate bloca acționarea unui buton de pornire. Această metodă de interconectare  este utilizată la operațiuni manuale simple, în care aparatul sau procesul nu conțin circuite electrice pentru control.

## Design
Atunci când proiectăm circuite electronice, trebuie să fie luat în considerare faptul că, dacă utilizăm un număr prea mare de butoane, utilizatorul se poate încurca la acționarea lor, de aceea se va încerca folosirea lor doar la funcțiile esențiale.
Există, de asemenea, "butoane virtuale", a căror funcționare trebuie să fie egală cu a celor "fizice", cu toate că utilizarea lor este limitată pentru ecranele tactile sau alte dispozitive electronice.

### Culori
Culorile asociate butoanelor, cu funcții importante, trebuie să fie alese din gama codurilor de culoare asociate cu funcția lor, astfel încât operatorul să nu apese anumite butoane din greșeală. Culorile utilizate în mod obișnuit sunt: 
culoarea roșie pentru a opri un echipament sau a opri procesul,
culoarea verde pentru a porni un echipament sau procesul aferent.